# Aujan-Mournède
Aujan-Mournède è un comune francese di 96 abitanti situato nel dipartimento del Gers nella regione dell'Occitania.

## Società

### Evoluzione demografica
Abitanti censiti